# Fenwick (Kyloe)
Fenwick – przysiółek w Anglii, w Northumberland, w dystrykcie (unitary authority) Northumberland. Leży 28.9 km od miasta Alnwick, 77.9 km od miasta Newcastle upon Tyne i 476.2 km od Londynu. W 1861 miejscowość liczyła 227 mieszkańców.